# SMPTE 367
La norme SMPTE 367M, aussi appelé D11, est un standard pour la compression de la vidéo numérique haute-définition. La vidéo source pour le D11 peut avoir une fréquence d'image de 24, 25 ou 30 images par seconde en balayage progressif, ou 50 ou 60 trames par seconde en entrelacé ; la compression permet d'obtenir un débit compris entre 112 et 140 Mbit/s. Chaque image en D11 est composé d'un signal de luminance avec 1920 × 1080 pixels et d'un  signal de chrominance avec 960 × 1080 pixels. Lors de la compression, le signal de luminance de chaque image est sous-échantillonné à 1440 × 1080 pixels, pendant que le signal de chrominance est sous-échantillonné à 480 × 1080 pixels. Le décodeur restaure la taille de sortie à 1920 × 1080 par interpolation.
Ce standard est utilisé dans le format HDCAM de Sony.

## Les normes SMPTE liées
- SMPTE 368M : Définit le mode d'enregistrement du D11 sur cassettes[1].
- SMPTE 369M : Définit la manière d'encapsuler des données D11 dans un flux SDTI (Serial Data Transport Interface)[2]
- SMPTE 387M : Définit la manière d'encapsuler des données D11 dans un container générique MXF[3]